# Мукузані
Мукузані (груз. მუკუზანი) — сухе червоне грузинське вино, яке виробляється з винограду сорту сапераві в районі села Мукузані (Гурджаанскій муніципалітет) Кахетії.
На відміну від інших вин, що виробляються з того ж сорту винограду, Мукузані довго витримується в дубових бочках — мінімум три роки. Для порівняння Кіндзмараулі, витримується два роки, а Сапераві — тільки один. Вину притаманний густий червоний колір і м'який присмак дуба, сливи та лісових ягід, причому дубові та ягідні аромати відчуваються не відразу. Через довшу витримку смак Мукузані складніший, ніж у інших вин з винограду сапераві. Він добре поєднується з м'ясом.
Витримане вино має 10.5 — 12,5 % спирту і 6.0-7.0 % титрованої кислотності. Виробляється з 1888 року. Вино Мукузані виробляється торговими марками «Теліані Велі», «Картулі Вазі», «Марані», «Бадагоні», Wine Man, Old Kolkheti і «Тбілвино».
Мукузані вважається найкращим грузинським вином з тих, що виробляються з Сапераві. На міжнародних змаганнях воно виграло 9 золотих медалей, 2 срібні та 3 бронзові. Законом Грузії «Про контролювання регіонів походження вин» від 2010 року назва Мукузані включено в список аппеллясьйонів Грузії і не може бути використано виробниками вина за межами певного географічного регіону.